# 塔拉·塔利布
塔拉·塔利布（1999年10月3日—），巴基斯坦男子举重运动员。他代表巴基斯坦参加在日本东京举行的2020年夏季奧林匹克運動會男子67公斤級舉重比賽，结果以320公斤的总成绩获得第五名的成绩。成绩只差2公斤便能夺得巴国奥运史上首面举重奖牌，塔利布赛后采访中表示希望政府能够提供更多的支持和設備给运动员。